# Carl Wilhelm Wendhausen
Helmuth Carl Wilhelm Wendhausen (* 4. Februar 1812 in Scharstorf, heute Ortsteil von Dummerstorf; † 29. August 1872 in Gorschendorf, heute Ortsteil von Malchin) war ein deutscher Jurist, Gutsbesitzer und Abgeordneter.

## Leben
Carl Wilhelm Wendhausen war ein Sohn des Gutsbesitzers Carl Wilhelm Wendhausen (1772–1830) auf Scharstorf und seiner Frau Anna Catharina, geb. Evers.
Er studierte Rechtswissenschaften an der Universität Berlin und ab Oktober 1831 an der Universität Rostock.
1831 übernahm er mit seinen Brüdern das von seinem Vater geerbte Gut Scharstorf. Das Gut wurde 1836 verkauft, und Carl Wilhelm Wendhausen erwarb für sich das Gut Gorschendorf, wo er fortan als Erb- und Gerichtsherr lebte.
Wie die meisten bürgerlichen Gutsbesitzer in Mecklenburg setzte er sich für eine Reform der ständischen Verfassung ein. Im Frühjahr des Revolutionsjahres 1848 war er einer der Vertreter Mecklenburgs im Frankfurter Vorparlament, das die Wahl der Frankfurter Nationalversammlung vorbereiten sollte. Dazu arbeitete es eng mit dem Bundestag des Deutschen Bundes zusammen. Die Versammlung tagte vom 31. März bis zum 3. April 1848 in der Frankfurter Paulskirche. Bei der dann folgenden Wahl zur Frankfurter Nationalversammlung wurde er im Mecklenburg-Schwerinschen Wahlkreis 2 (Wismar) zum Ersatzmann für Eduard Haupt gewählt. Als Haupt Ende Januar 1849 sein Mandat aufgab und nach Mecklenburg zurückkehrte, nahm Wendhausen als designierter Nachrücker das Mandat jedoch nicht an, so dass Hellmuth Wöhler zum Nachfolger Haupts gewählt wurde.
Bei einer Nachwahl am 20. Oktober 1848 zur Mecklenburgischen Abgeordnetenversammlung stand Carl Wilhelm Wendhausen in zwei Wahlbezirken: Mecklenburg-Schwerin 43 (Groß Niendorf) und Mecklenburg-Schwerin 71 (Dargun) zur Wahl und wurde in beiden gewählt. Er nahm die Wahl im Wahlbezirk 71 an und schloss sich der Fraktion rechtes Centrum an. Nach dem Zusammenbruch der konstitutionellen und demokratischen Bestrebungen durch den Freienwalder Schiedsspruch vom 14. September 1850 trat er politisch nicht mehr in Erscheinung. 
Er engagierte sich im Mecklenburgischen Patriotischen Verein und war dessen District-Director für den Distrikt Malchin.
1862 verkaufte er Gorschendorf an die großherzogliche Kammer.